# Инфляционное таргетирование
Инфляционное таргетирование (таргетирование инфляции, англ. inflation targeting) — режим денежно-кредитной политики, конечная цель которого — ценовая стабильность. Центральный банк посредством процентной политики предпринимает меры по ее обеспечению и несет публичную ответственность за результаты своей политики.

## Автор инфляционного таргетирования
Автором идеи инфляционного таргетирования считается известный шведский экономист Кнут Викселль, занимавшийся теорией капитала, цен и заработной платы. В 1896 году Викселль на встрече в Шведской экономической ассоциации впервые озвучил идею о том, что стабилизация уровня цен должна выступить главной целью политики центрального банка. В XIX столетии, напротив, ни у кого не вызывало сомнения, что центральный банк должен стабилизировать валютный курс по отношению к цене на золото, а не потребительские цены. В 1898 году Викселль писал: «Если цены растут, процентная ставка должна быть увеличена; и если цены падают, процентная ставка должна быть снижена; и процентная ставка должна сохраняться в последующем на своем новом уровне, пока изменение цен не потребует дальнейших изменений в одном или другом направлении».

## Квалификационные признаки инфляционного таргетирования
- Денежные власти устанавливают и публично объявляют количественную цель по инфляции, которая признается главной (конечной) целью денежно-кредитной политики.
- Центральный банк опирается на процентную политику (управление краткосрочной процентной ставкой), что отличает инфляционное таргетирование от других режимов денежно-кредитной политики.
- Решения по денежно-кредитной политике основаны на широком массиве информации, включая прогнозы развития экономики и инфляции.
- Центральный банк несет публичную ответственность за достижение количественной цели по инфляции, для чего обеспечивает транспарентность решений по денежно-кредитной политике[2].

После глобального финансового кризиса 2007—2008 годов произошла модификация инфляционного таргетирования, которая смешала его квалификационные признаки. Хотя ценовая стабильность как конечная цель денежно-кредитной политики сохранилась, другие отличительные особенности режима претерпели изменения. Центральные банки приобрели двойной мандат (ценовая и финансовая стабильность), появились элементы таргетирования денежного предложения, произошёл отход от краткосрочной процентной ставки как основного инструмента денежно-кредитной политики, новации в политике коммуникаций коснулись раскрытия прогноза будущей ставки и альтернативных оценок инфляции.

## Модель инфляционного таргетирования
- Центральный банк в рамках целевой функции минимизирует отклонение текущей инфляции от её целевого ориентира и текущего ВВП от его потенциального долгосрочного уровня.
- Целевая функция основывается на макроэкономической модели, учитывающей инерцию и лаги денежно-кредитной политики, через которую применение инструмента центрального банка отражается на совокупном спросе и предложении.
- Денежно-кредитная политика может описываться функцией ответной реакции центрального банка, которая показывает, каким образом он должен оптимально реагировать на изменение макроэкономических переменных, чтобы добиться выполнения поставленных задач.

## Макроэкономические эффекты инфляционного таргетирования
Инфляционное таргетирование позволяет достигнуть несколько макроэкономических успехов:
- обеспечить стабильность потребительских цен, не оказывая влияния на долгосрочный экономический рост;
- поддерживать низкие и устойчивые инфляционные ожидания, которые увеличивают эффективность денежно-кредитной политики;
- снизить зависимость долгосрочного реального валютного курса от процентной политики центрального банка.

Однако макроэкономические эффекты могут быть сведены на «нет» прочими факторами, особенно если они являются институциональными. Для инфляционного таргетирования необходимо, чтобы центральный банк обладал политической и экономической независимостью, что, в свою очередь, требует высокой транспарентности его политики и публичной подотчетности. Эффективность денежно-кредитной политики может быть ограничена, если отсутствуют структурные реформы и адекватная налогово-бюджетная политика. Денежно-кредитная политика может также быть слабо эффективной в отсутствие качественного пруденциального надзора за финансовым сектором.

## Международное распространение инфляционного таргетирования
С конца 1980-х годов около десятка экономически развитых стран решили перейти на инфляционное таргетирование. Первыми стали Новая Зеландия и Канада, затем к ним присоединились Великобритания, Финляндия, Швеция, Австралия и Испания. Последующее распространение режима привело к тому, что он стал новым стандартом денежно-кредитной политики. По состоянию на 2017 год МВФ считает, что режим инфляционного таргетирования действует в 38 странах, включая Японию и еврозону. Неопределенными остаются режимы денежно-кредитной политики Швейцарского национального банка и ФРС США, которые ввели целевые ориентиры инфляции в свою политику, соответственно, в 2000 и 2012 годах. Не в последнюю очередь благодаря МВФ после Азиатского финансового кризиса 1997-98 годов инфляционное таргетирование приобрело большую популярность в мире развивающихся экономик. По состоянию на 2017 год доля развивающихся экономик среди приверженцев инфляционного таргетирования достигает 73 % и медленно продолжает расти за счет стран Азии.

## Инфляционное таргетирование Банка России
Банк России перешел на инфляционное таргетирование в конце 2014 года под влиянием макроэкономического кризиса, вызванного падением цен на нефть. По согласованию с Правительством РФ Банк России установил среднесрочную цель по инфляции на уровне 4 % в год.